# Agnsjön (Fryele socken, Småland)
Agnsjön är en sjö i Vaggeryds kommun i Småland och ingår i Lagans huvudavrinningsområde. Sjön är 4,5 meter djup, har en yta på 0,0771 kvadratkilometer och är belägen 169 meter över havet. Sjön avvattnas av vattendraget Lagan (Härån).

## Delavrinningsområde
Agnsjön ingår i det delavrinningsområde (635831-140535) som SMHI kallar för Ovan Hagsjöbäcken. Avrinningsområdets medelhöjd är 182 meter över havet och ytan är 32,47 kvadratkilometer. Räknas de 16 delavrinningsområdena uppströms in blir den ackumulerade arean 404,6 kvadratkilometer. Delavrinningsområdets utflöde Lagan (Härån) mynnar i havet. Delavrinningsområdet består mestadels av skog (64 procent) och sankmarker (23 procent). Avrinningsområdet har 1,71 kvadratkilometer vattenytor vilket ger det en sjöprocent på 5,2 procent.